# Kasongo-Lunda (territorium)
Kasongo-Lunda är ett territorium i Kongo-Kinshasa. Det ligger i provinsen Kwango, i den sydvästra delen av landet, 290 km sydost om huvudstaden Kinshasa.